# Eccoptosage xanthopsis
Eccoptosage xanthopsis là một loài tò vò trong họ Ichneumonidae.